# Dia da Bicicleta
O Dia da Bicicleta é uma celebração não oficial em 19 de abril da revolução psicodélica e a primeira viagem psicodélica com LSD pelo Dr. Albert Hofmann em 1943, em conjunto com seu passeio de bicicleta para casa dos Laboratórios Sandoz. É comumente comemorado pela ingestão de psicodélicos e andando de bicicleta, às vezes em um desfile, e frequentemente com festividades com tema psicodélico. O feriado foi nomeado e declarado pela primeira vez em 1985 por Thomas Roberts, um professor de psicologia da Northern Illinois University, mas provavelmente tem sido comemorado por entusiastas psicodélicos desde o início da era psicodélica e celebrado na cultura popular desde pelo menos 2004.

## História
Em 19 de abril de 1943, Albert Hofmann ingeriu 0,25 miligramas (250 microgramas) de LSD. Entre uma e duas horas depois, Hofmann experimentou mudanças lentas e graduais em sua percepção. Ele pediu à sua assistente de laboratório, Susi Ramstein, que o acompanhasse para casa. Devido às restrições ao uso de automóveis durante a guerra, eles fizeram a viagem de bicicleta. No caminho, Hofmann ficou ansioso, pois os objetos em seu campo de visão oscilavam e distorciam como se fossem vistos em um espelho convexo. Ao chegar em casa, o estado de Hofmann se deteriorou rapidamente, enquanto ele lutava contra sentimentos de ansiedade, alternando suas crenças de que o vizinho era um bruxo malévolo, que ele estava ficando louco e que o LSD o havia envenenado. Quando o médico da casa chegou, no entanto, não conseguiu detectar nenhuma anormalidade física, exceto por um par de pupilas amplamente dilatadas. Hofmann ficou tranquilo e logo seu terror começou a dar lugar a uma sensação de boa sorte e prazer, como ele escreveu mais tarde:
... Aos poucos, pude começar a apreciar as cores e os jogos de formas sem precedentes que persistiam por trás dos meus olhos fechados. Imagens caleidoscópicas e fantásticas surgiam em mim, alternando-se, variegadas, abrindo-se e fechando-se em círculos e espirais, explodindo em fontes coloridas, rearranjando-se e hibridizando-se em fluxo constante...
Os eventos desta primeira viagem de LSD, agora conhecida como "Dia da Bicicleta" em memória da viagem de bicicleta de Hofmann para casa, provaram a Hofmann que ele realmente havia feito uma descoberta significativa: uma substância psicoativa com potência extraordinária, capaz de causar mudanças significativas de consciência em doses incrivelmente baixas. (O termo viagem foi cunhado pela primeira vez por cientistas do Exército dos EUA durante a década de 1950, quando eles estavam experimentando LSD.) Hofmann previu a droga como uma poderosa ferramenta psiquiátrica; devido à sua natureza intensa e introspectiva, ele não conseguia imaginar alguém usando-a recreativamente. O Dia da Bicicleta é cada vez mais comemorado em comunidades psicodélicas como um dia para celebrar a descoberta do LSD.
A celebração do Dia da Bicicleta teve origem em DeKalb, Illinois, em 1985, quando Thomas B. Roberts, então professor na Northern Illinois University, cunhou o nome "Dia da Bicicleta" ao fundar a primeira celebração em sua casa. Vários anos depois, ele enviou um anúncio feito por um de seus alunos para amigos e listas da internet, propagando, assim, a ideia e a celebração. Sua intenção na época era comemorar a exposição acidental original de Hofmann em 16 de abril, mas essa data caiu no meio da semana e não era um bom momento para a festa, então ele escolheu o dia 19 para homenagear a primeira exposição intencional de Hofmann.